# مفصل کشویی

مفصل کشویی در ریختی دوبعدی، توجه کنید که مفصل تنها در یک جهت امکان حرکت دارد. شکل زیرین برش یک نمونه سیلندر پیستون را نشان می‌دهد که از مفصل کشویی استفاده می‌کند.

مفصل کشویی مفصلی است که امکان حرکت خطی لغزشی را بین دو جسم فراهم می‌آورد. مفصل کشویی را می‌توان با سطح مقطع چندضلعی ساخت تا از چرخش جلوگیری شود. اتصال دم‌چلچله‌ای و یاتاقان خطی مثال‌هایی از این دست می‌باشند.
موقعیت نسبی دو جسم متصل به یگدیگر توسط مفصل کشویی، با میزان لغزش خطی یکی نسبت به دیگری مشخص می‌شود. این حرکت تک پارامتری سبب می‌شود این مفصل را در زمرهٔ قیود سینماتیکی با یک درجه آزادی قرار دهند.
مفصل کشویی امکان لغزش تک‌محوری را فراهم می‌آورد که اغلب در سیلندرهای هیدرولیکی و پنوماتیکی دیده می‌شود.